# KIB플러그에너지
KIB플러그에너지(영어: KIB Plug Energy)는 대한민국의 열교환기 기업이다. 에너지 생산, 상용, 장치 부문에서 사업을 영위한다.

## 역사
1981년 대경정비용역으로 창업해 대경기계기술로 사명을 바꿔 사업을 하다가 2007년에 큐캐피탈에 인수되면서 큐로로 사명을 변경한 후 2023년 KIB PE 사모펀드 계열로 최대주주가 변경되면서 현재의 사명으로 변경하였으며 KIB PE는 KIB에너지인프라홀딩스로 사명을 변경했다.

## 같이 보기
- 범한자동차